# Đường Văn Tông
Đường Văn Tông (chữ Hán: 唐文宗; 20 tháng 11, năm 809 - 10 tháng 2, năm 840), tên thật Lý Ngang (李昂), là vị Hoàng đế thứ 15 hay 17 của triều đại nhà Đường trong lịch sử Trung Quốc. Ông ở ngôi từ năm 827 đến khi qua đời năm 840, tổng 13 năm.
Trong thời gian Đường Văn Tông ở ngôi, nạn hoạn quan lộng quyền - vốn manh nha từ thời Đại Tông, Đức Tông đã ngày càng khó kiềm chế. Đường Văn Tông mặc dù rất cố gắng để hạn chế quyền lực của hoạn quan nhưng cuối cùng thất bại. Cũng trong những năm này, phiên trấn các nơi cũng liên tiếp nổi dậy. Sau Sự biến Cam Lộ (năm 835), ông hầu như đã bị hoạn quan kiểm soát và từ đó thì sống trong tâm trạng u uất và tuyệt vọng cho đến khi qua đời.

## Thân thế và cuộc sống ban đầu
Đường Văn Tông bổn danh Lý Hàm (李涵), chào đời vào ngày 20 tháng 11 năm 809 dưới thời ông nội Đường Hiến Tông Lý Thuần. Khi đó, cha ông là Đường Mục Tông Lý Hựu vẫn đang giữ tước vị Toại vương, chưa được phong làm Đông cung Hoàng thái tử. Ông chào đời bốn tháng sau người anh là Đường Kính Tông Lý Đam (22 tháng 7 năm đó). Mẹ Lý Hàm là Tiêu thị, người đất Mân.
Năm 820, tổ phụ của ông là Đường Hiến Tông bạo băng, Lý Hựu (lúc này đã đổi tên thành Lý Hằng) lên ngôi, tức Đường Mục Tông. Năm sau, 821, Mục Tông phong Vương cho một số Hoàng đệ và Hoàng tử của mình, trong đó Lý Hàm được phong làm Giang vương (江王). Năm 824, Mục Tông băng, người anh cả là Lý Đam nối ngôi, tức Đường Kính Tông. Đến ngày 9 tháng 1 năm 827, Kính Tông bị bọn hoạn quan Lưu Khắc Minh, Điền Vụ Trừng, Hứa Văn Đoan, Tô Tá Minh... sát hại.
Lưu Khắc Minh muốn khống chế triều đình và đưa con trai của Đường Hiến Tông là Giáng vương Lý Ngộ làm Hoàng đế. Ngày 10 tháng 1, Khắc Minh giả di chiếu, đưa Giáng vương ra gặp chư Tể tướng. Bọn Khắc Minh lại bố trí tay chân nắm giữ cung điện, mưu trừ các hoạn quan khác. Nhóm hoạn quan gồm Xu mật sứ Vương Thủ Trừng, Trung úy Lương Thủ Khiêm, Ngụy Tòng Gián... nghe tin có biến động, bèn tập hợp binh lính tiến vào cung diệt tặc, đồng thời cho đón Lý Hàm vào cung. Cuối cùng quân Thần Sách của Vương Thủ Trừng và quân Phi Long giết chết hết bọn loạn đảng Lưu Khắc Minh, Giáng vương Ngộ cũng chết trong loạn quân.
Ngày 11 tháng 1 (Quý Mão), hoạn quan thừa Ngự lệnh của Thái hoàng Thái hậu Quách thị cho Bùi Độ làm Nhiếp trùng tể, bách quan yết kiến Giang vương Lý Hàm ở tử thần ngoại vũ, Giang vương bật khóc trong buổi gặp hôm đó. Ngày 13 tháng 1 (Quý Tị), Lý Hàm chính thức đăng cơ, tức là Đường Văn Tông., đổi tên là Lý Ngang (李昂). Năm đó ông mới 18 tuổi.

## Làm Hoàng đế

### Sự khởi sắc những năm đầu
Ngày 16 tháng 1 (Mậu Thân), Văn Tông tôn mẹ là Tiêu thị làm Hoàng thái hậu, mẹ của Kính Tông là Hoàng thái hậu Vương thị làm Bảo Lịch Hoàng thái hậu. Lúc đó, Thái hoàng Thái hậu Quách thị được bố trí ở Hưng Khánh cung, Vương Thái hậu ở Nghĩa An điện còn Tiêu Thái hậu sống ở đại nội. Văn Tông vốn tính hiếu thuận, phụng sự Tam cung Thái hậu đều như nhau. Mỗi khi các nơi tiến công kì trân dị vật thì trước đưa đến Tông miếu, tiếp đó dâng đến Tam cung còn dư thừa mới để tự mình chi dùng. Không lâu sau, ông phong cho Hàn Lâm Học sĩ Vi Xử Hậu làm Trung thư Thị lang, Đồng bình Chương sự (Tể tướng).
Văn Tông lại thấy rằng qua hai triều Mục Tông, Kính Tông, do sự xa xỉ của các Hoàng đế khiến quốc khố cạn kiệt, vì thế ngay khi lên ngôi đã chủ trương tiết kiệm và tỏ ra cần mẫn trong việc xử lý công việc triều chính. Ông cho phép những cung nữ nào chưa được triệu hạnh có thể về quê với gia đình, tổng cộng được khoảng 3000 người. Thấy tân chủ mới lên ngôi đã làm những việc thuận lòng người, trong ngoài náo nức đón chờ một thời đại thái bình mới. Tuy nhiên Văn Tông mặc dù bên ngoài khuyến khích việc triều thần can gián, nhưng bản chất lại là con người thiếu quyết đoán. Mỗi khi cùng các Tể tướng bàn định việc gì, cũng thường hay thay đổi ý kiến. Như tháng 4 ÂL năm 827, Vi Xử Hậu bàn luận công việc với Văn Tông ở Diên Anh Cực, nhân bất đồng ý kiến đã xin từ chức, Văn Tông không chấp nhận, cố sức giữ lại.
Trong những năm đầu ông lên ngôi, nạn phiên trấn tiếp tục bùng phát mạnh mẽ. Những năm cuối đời Kính Tông, Tiết độ sứ Hoành Hải Lý Toàn Lược qua đời, con là Phó sứ Lý Đồng Tiệp tự ý nắm quyền ở Hoành Hải mà không có sự đồng ý của triều đình, triều đình cũng làm ngơ không hỏi đến. Sau khi Văn Tông lên ngôi, Đồng Tiệp sai hai em là Đồng Chí, Đồng Tốn đến xin nhận mệnh lệnh của nhà Đường, mong được Văn Tông công nhận. Cũng năm đó, Tiết độ sứ Trung Vũ Vương Phái hoăng, Văn Tông phong Thái bộc khanh Cao Vũ lên thay làm Tiết độ sứ. Đối với trấn Hoành Hải, Văn Tông phong cho Ô Trọng Dận thay Lý Đồng Tiệp đảm nhận chức Tiết độ sứ, dời Lý Đồng Tiệp làm Duyện Hải Tiết độ sứ. Lý Đồng Tiệp lấy cớ tướng sĩ bức ép mà kháng lại triều mệnh, tự chiếm cứ đất Thương. Triều đình bèn quyết định thảo phạt Đồng Tiệp, có chiếu tước bỏ quan chức và cử các Tiết độ sứ các vùng xung quanh là Ô Trọng Dận, Vương Trí Hưng, Sử Hiến Thành, Khang Chí Mục, Lý Thính, Trương Bá... thảo phạt Lý Đồng Tiệp, nhưng không giành thắng lợi ngay được mà Lý Đồng Tiệp lại được Tiết độ sứ Thành Đức là Vương Đình Thấu giúp đỡ. Văn Tông lại điều quân thảo phạt luôn cả trấn Thành Đức. Cuối năm đó Ô Trọng Dận hoăng, triều đình phong Hoàng thân là Bảo Nghĩa Tiết độ sứ Lý Hựu đến đảm nhiệm trấn Hoành Hải. Về sau quân triều đình do Hoàng thân Lý Hựu chỉ huy đánh bại, Lý Đồng Tiệp đầu hàng rồi bị giết. Vương Đình Thấu sợ hãi, bèn dâng Cảnh châu để cầu hòa với triều đình.
Mùa xuân năm 828 sau hai năm mở mạng lưới mậu dịch trên biển giữa nhà Đường (đời vua Đường Văn Tông), Tân La (đời vua Tân La Hưng Đức Vương) và Nhật Bản (đời Thiên hoàng Junna), thương nhân Tân La là Trương Bảo Cao đã phát triển Thanh Hải trấn (Cheonghaejin) thuộc Tân La thành trung tâm thương mại lớn nhất Tân La. Tàu bè người Ba Tư, nước Đại Tùng quốc cũng cập bến Thanh Hải buôn bán giao thương với Trương Bảo Cao. Tháng 4 năm 828, Trương Bảo Cao trở thành Đại sứ Thanh Hải trấn. Kinh tế của nhà Đường cũng nở rộ theo con đường mậu dịch hàng hải đó của Trương Bảo Cao.
Mùa hạ năm 828, con trưởng của Kính Tông là Tấn vương Lý Phổ hoăng, thọ 4 tuổi. Văn Tông ban đầu có ý lập Lý Phổ làm Đông cung Hoàng thái tử, nghe tin cháu mình đã chết thì thương xót, truy tặng là Điệu Hoài Thái tử. Đầu năm 829, Tể tướng Vi Xử Hậu cũng mất, Hàn Lâm Học sĩ Lộ Tùy lên thay đảm nhận tướng vị. Sau khi triều đình diệt Lý Đồng Tiệp, Tiết độ sứ Ngụy Bác là Sử Hiến Thành lo sợ mình sẽ là mục tiêu tiếp theo của quân triều đình, nên thỉnh cầu vào triều và xin quy phục. Văn Tông hạ lệnh dời Sử Hiến Thành đến làm Tiết độ sứ Hà Trung và trấn Ngụy Bác được giao cho Lý Thính, ngoài ra còn cắt ba châu Tương, Vệ, Thiền giao cho Phó sứ Ngụy Bác cũ là Sử Hiếu Chương. Nhưng trước khi Sử Hiến Thành rời trấn thì binh sĩ Ngụy Bác nổi dậy giết chết ông ta rồi đưa Hà Tiến Thao làm Ngụy Bác lưu hậu. Tiến Thao lại đưa quân tấn công và đánh bại Lý Thính. Triều đình vừa trải qua chiến dịch ở Hoành Hải nên không muốn tiếp tục chiến tranh, đành công nhận Hà Tiến Thao là Tiết độ sứ và trao lại ba châu Tương, Vệ, Thiền cho Tiến Thao.
Cuối năm đó, Lý Tông Mẫn được phong làm Tể tướng dưới sự ủng hộ của hoạn quan. Ít lâu sau, Lý Tông Mẫn oán ghét đại thần Lý Đức Dụ nên đuổi Đức Dụ ra trấn Nghĩa Thành. Quân Nam Chiếu tấn công vào địa giới Tây Xuyên, Tiết độ sứ Đỗ Nguyên Dĩnh tấu lên triều đình và đưa đại quân chống lại, nhưng thất bại. Quân Nam Chiếu tiến thẳng vào Thành Đô và sắp chiếm được rồi cử sứ đến triều đình xin trị tội Đỗ Nguyên Dĩnh. Văn Tông nghe tin, bèn lấy Tiết độ sứ Đông Xuyên Quách Chiêu kiêm luôn cả Tây Xuyên, biếm chức Nguyên Dĩnh để điều đình. Quân Nam Chiếu chấp nhận hòa ước, nhưng cũng bắt giữ nhiều phụ nữ, bách công và vàng bạc châu báu rồi mới rút về nước.

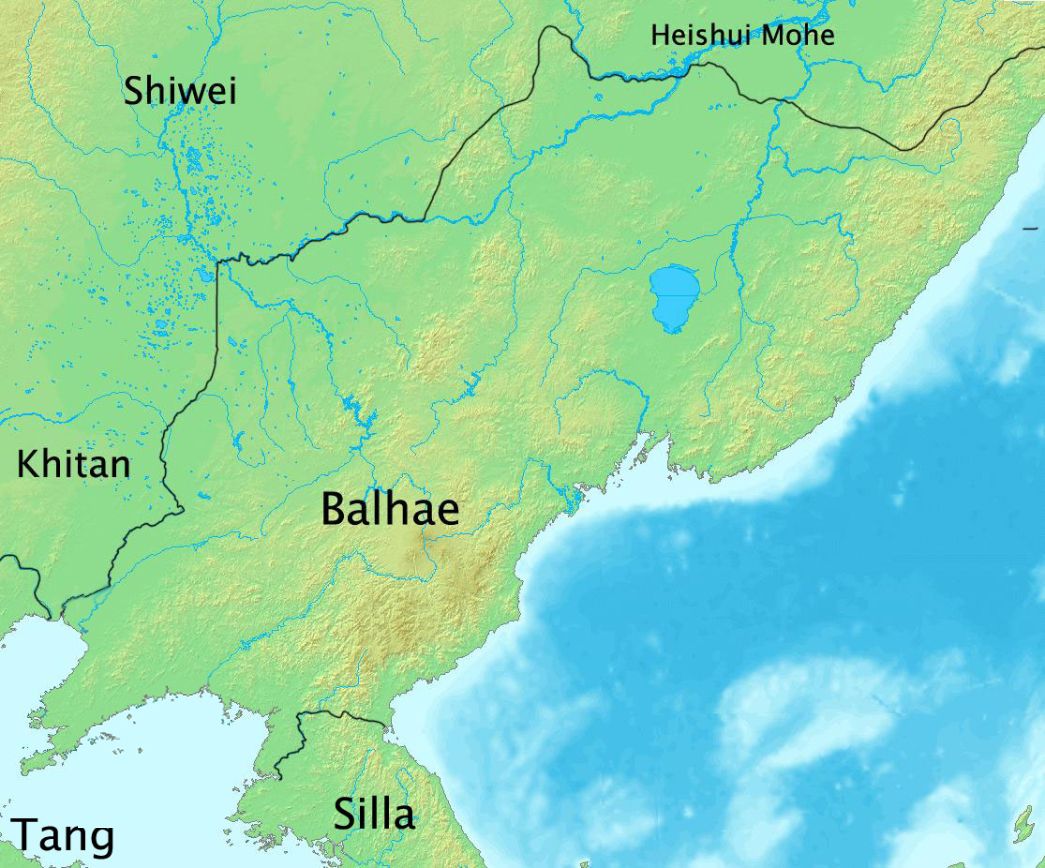
Bản đồ vương quốc Bột Hải của vua Bột Hải Tuyên Vương năm 830.

Phía đông bắc nhà Đường khi đó có vương quốc Bột Hải của vua Bột Hải Tuyên Vương (Đại Nhân Tú) đang lớn mạnh lên, đe dọa đến biên giới đông bắc nhà Đường. Bột Hải của Bột Hải Tuyên Vương nắm quyền kiểm soát một lãnh thổ bao gồm phần phía Bắc bán đảo Triều Tiên, Đông Bắc Mãn Châu và khu vực Primorsky Krai của Nga ngày nay. Vùng lãnh thổ Bột Hải khi ấy rộng lớn gấp 2.2~2.8 lần tổng diện tích bán đảo Triểu Tiên ngày nay. Nhà Đường của Văn Tông còn gửi sứ thần tới, thừa nhận sự tồn tại thực tế cũng như sức mạnh của Bột Hải. Ngoài ra một viên quan nhà Đường còn gọi Bột Hải là "Hải đông thịnh quốc" (Haedong seongguk, nghĩa là "quốc gia thịnh vượng ở vùng biển phía Đông"), nhằm công nhận Bột Hải là một xã hội văn hóa tiến bộ. Ngay cả những quốc gia cách xa tới 1.300 km cũng muốn giao dịch với Bột Hải và nhờ cậy bảo hộ. Bột Hải đã phát triển thành một đại cường quốc, đã tập trung sức mạnh vào cả việc phát triển kinh tế và văn hóa, giao dịch thực hiện cả với vùng Ba Tư (Persia) xa xôi, thủ phủ Dongkyeongseong (Đông Kinh thành) thuộc Long Nguyên phủ của vương quốc Bột Hải đã trở thành đô thị mang tầm thế giới ở thời điểm đó.
Năm 830, vua Bột Hải Tuyên Vương qua đời, đích tôn là Đại Di Chấn kế vị, tức là vua Bột Hải Trang Tông. Từ năm 830 đến năm 840, vua Bột Hải Trang Tông phái sứ giả sang nhà Đường (đời vua Đường Văn Tông) triều cống 12 lần vào các năm 830, 831 (năm này Bột Hải Trang Tông triều cống 2 lần), 832, 833, 834, 835, 836, 837, 838, 839 và 840.
Cùng năm 830 vua Nam Chiếu là Mông Khuyến Phong Hữu phát động một cuộc tấn công lớn vào Thành Đô của nhà Đường. Kiếm Nam tiết độ sứ là Đỗ Nguyên Dĩnh không chuẩn bị trước nên khi quân Nam Chiếu công nhập ngoại thành Thành Đô, đã chạy trốn. Trẻ em và phụ nữ, tổng cộng hơn mười vạn người đã bị quân Nam Chiếu tàn sát ở Thành Đô và rất nhiều châu báu của nhà Đường bị quân Nam Chiếu cướp bóc. Đến Đại Độ Hà, gặp quân Nam Chiếu, người Đường nhảy xuống sông tự vẫn đến 3 phần 10. Các thợ thủ công nhà Đường bị quân Nam Chiếu bắt tu kiến Sùng Thánh Tự Tam Tháp cao ngút trời xanh. Đây là một phần thưởng lớn, vì nó làm cho Nam Chiếu có khả năng đánh chiếm toàn bộ tỉnh Tứ Xuyên với những cánh đồng màu mỡ. Điều này là quá nhiều đối với người Trung Hoa, họ đã không mất nhiều thời gian để phản công. Việc quân Nam Chiếu cướp bóc và tàn sát dân chúng nhà Đường tại Thành Đô đã khiến cho dân chúng nhà Đường rất tức giận, cuối cùng gây nên khởi nghĩa nô lệ và các cuộc nổi dậy của nông dân nhà Đường chống lại quân Nam Chiếu ở Thành Đô, buộc quân Nam Chiếu phải rút khỏi Thành Đô. Sau đó, Lý Đức Dụ đảm nhiệm Kiếm Nam tiết độ sứ, nhà Đường và Nam Chiếu tái lập minh ước.
Thấy An Nam đô hộ Lý Nguyên Hỷ cai trị An Nam đô hộ phủ khá lâu mà vẫn chưa dẹp được nghĩa quân của bản địa do Dương Thanh cầm đầu, Văn Tông gọi Lý Nguyên Hỷ quay về, phái Hàn Ước sang làm An Nam đô hộ thay thế vào năm 827. Năm 828, An Nam đô hộ Hàn Ước dẫn quân Đường đánh nghĩa quân Vương Thăng Triều ở Phong Châu, thắng được, sau bị Dương Thanh đuổi, chạy về Quảng Châu cùng năm 828. Dương Thanh qua đời trong năm 828. Văn Tông nghe tin thì phái Trịnh Xước sang làm An Nam đô hộ thay thế Hàn Ước. Trịnh Xước dẫn quân Đường đàn áp thành công nghĩa quân của Dương Thanh vào năm 831.
Cùng năm 831 Văn Tông cử sứ thần mang chiếu thư (詔書) sang sách phong cho Bột Hải Trang Tông. Bột Hải Trang Tông mô phỏng nhà Đường, thi hành Mộ binh chế, thành lập thần sách quân tả hữu, tả hữu tam quân, 120 ti và tiến hành các hoạt động thương mại với nhà Đường. Bột Hải Trang Tông đã làm theo ý muốn của ông nội là Bột Hải Tuyên Vương, cố gắng áp dụng hệ thống quản lý và Luật lệnh chế (律令制) đó vào lãnh thổ vương quốc Bột Hải. Bột Hải Trang Tông phái con trai trưởng là Đại Xương Huy và hàng chục người hầu của mình đến nhà Đường (đời vua Đường Văn Tông) để học tập, tiếp thu nền văn hóa của nhà Đường một cách tích cực, rồi về áp dụng trong vương quốc Bột Hải.

### Ngưu Lý đảng tranh
Trong thời đại Văn Tông, Ngưu Lý Đảng tranh - một cuộc tranh chấp trong nội bộ các đại thần triều đình - vốn manh nha ngay từ thời Hiến Tông đã bùng phát dữ dội. Sau khi Tể tướng Vi Xử Hậu mất và Bùi Độ từ nhiệm, Ngưu Tăng Nhụ được Lý Tông Mẫn tiến cử lên chức Binh bộ Thượng thư, Đồng bình Chương sự. Hai người kết bè đảng trong triều, gọi là Ngưu đảng và ra sức lấn át đại thần Lý Đức Dụ (vốn được Bùi Độ tiến cử trước đó), đẩy Đức Dụ ra trấn Nghĩa Thành. Về sau các nhà sử học gọi phe đảng của Lý Đức Dụ là Lý đảng.
Trước đó năm 830, Lý Đức Dụ được bổ làm Tiết độ sứ Tây Xuyên. Sang năm 831, Phó sứ Duy châu của Thổ Phiên là Tất Đát có ý định dâng đất đầu hàng nhà Đường, đưa chúng tướng tới Thành Đô. Đức Dụ cho quân tiến vào Duy châu và chuẩn bị lấy nơi đây làm bàn đạp để lấn sâu vào đất Thổ Phiên. Tin này truyền đến triều đình, nhiều đại thần có ý thuận theo kế hoạch của Đức Dụ. Nhưng Ngưu Tăng Nhụ không đồng ý vì cho rằng nếu ngang nhiên lấy đất của Thổ Phiên chính là phản lại hòa ước trước kia và sẽ dẫn đến việc Thổ Phiên quấy nhiễu biên cảnh. Văn Tông bèn hạ lệnh cho Lý Đức Dụ trả đất và bọn Tất Đất cho người Thổ. Cuối cùng Tất Đát bị Thổ Phiên giết một cách thảm khốc. Từ đó Lý Đức Dụ sinh oán thù Ngưu Tăng Nhụ. Năm 833 quần thần đề nghị tôn hiệu cho ông là Thái Hòa Văn Vũ Chí Đức Hoàng đế nhưng Văn Tông không nhận. Mãi đến cuối năm đó, quần thần lấy lý do Văn Tông làm vua đã 8 năm mà chưa có tôn hiệu, lại dâng tôn hiệu là Thái Hòa Văn Vũ Nhân Thánh Hoàng đế, nhưng ông vẫn không nhận.
Từ sau cái chết của Điệu Hoài Thái tử, Văn Tông vẫn chần chừ chưa lập Thái tử mới. Mãi đến cuối năm 832, ông mới hạ lệnh lập con trai của mình là Lỗ vương Lý Vĩnh làm Hoàng thái tử. Cũng năm đó, Văn Tông lại hối hận việc trả đất cho Thổ Phiên trước kia và bất bình với Ngưu Tăng Nhụ. Tăng Nhụ sợ hãi bèn xin từ chức và được bổ làm Tiết độ sứ Vũ Xương. Sau đó, Văn Tông triệu Lý Đức Dụ vào triều và phong làm Tể tướng năm 833. Sau đó, Lý Đức Dụ nhân cơ hội lật đổ bè đảng của Lý Tông Mẫn, nhiều đại thần bị giáng chức, bản thân Tông Mẫn bị đuổi khỏi Trường An, giáng làm Tiết độ sứ Sơn Nam Tây Đạo.
Lúc này bộ máy hành chính của vương quốc Bột Hải (đời vua Bột Hải Trang Tông) được mô phỏng theo Tam Bộ và Lục Bộ và sử dụng văn tự Hán của nhà Đường làm ngôn ngữ hành chính, nhưng ngôn ngữ chính của Bột Hải vẫn là tiếng Cao Câu Ly. Giới quý tộc và quý tộc của Bột Hải thường xuyên đến kinh đô Trường An của nhà Đường với tư cách là sứ giả và học sinh, nhiều người trong số họ đã đỗ các kỳ thi của triều đình nhà Đường. Ba học sinh người Bột Hải được ghi nhận đã đỗ kỳ thi của nhà Đường (đời vua Đường Văn Tông) vào năm 833. Mặc dù vương quốc Bột Hải là một quốc gia chư hầu của nhà Đường, nhưng nó đã đi theo con đường độc lập của riêng mình, không chỉ trong các chính sách đối nội mà còn trong các mối quan hệ đối ngoại. Hơn nữa, nó tự coi mình là một đế chế và cử đoàn sứ giả đến các quốc gia láng giềng như Nhật Bản với tư cách độc lập.
Đầu năm 834, Văn Tông bị bệnh đột quỵ và từ đó sức khỏe trở nên suy yếu hẳn, thần thức không còn được như trước. Cũng trong năm đó, Văn Tông cho triệu Lý Trọng Ngôn vào triều và bố trí ở Hàn Lâm theo tiến cử của Lý Phùng Cát. Lý Đức Dụ phản đối vì cho rằng Trọng Ngôn là kẻ ác nhưng Văn Tông không theo. Sau đó, Lý Trọng Ngôn liên kết với bọn Vương Thủ Trừng, Trịnh Chú tìm cách đối phó với Đức Dụ và cho triệu Lý Tông Mẫn từ Sơn Nam Tây Đạo trở về triều làm Tể tướng lần nữa, còn Đức Dụ bị đẩy làm Tiết độ sứ Trấn Hải. Văn Tông cũng cảm thấy bực tức vì Ngưu Lý tranh giành, nên từng nói
Diệt giặc ở Hà Bắc thì dễ, chứ diệt bằng đảng trong triều e rất khó.
Sau đó Lý Đức Dụ lại bị gièm pha là có qua lại mật thiết với Chương vương Thấu, mưu đồ bất chính; rồi bị đày đi xa hơn. Tể tướng Lộ Tùy đứng ra kêu xin cho Đức Dụ cũng bị đẩy làm Tiết độ sứ Trấn Hải. Còn trong triều, Lý Tông Mẫn được làm Tể tướng lần thứ hai nhưng cũng không được lâu. Năm 835, trong kinh thành có lời đồn việc Trịnh Chú luyện kim đan cho Văn Tông bằng cách dùng tim và gan của trẻ sơ sinh. Trịnh Chú cho rằng sự việc này là do Kinh Triệu doãn Dương Ngu Khanh chủ mưu, liền tâu với Văn Tông. Văn Tông cả giận, nhốt Ngu Khanh vào nhà giam rồi lưu đày. Lý Tông Mẫn ra sức kêu xin cho Ngu Khanh, kết quả cũng bị biếm làm Thứ sử Minh châu.

### Sự biến Cam Lộ
Ở triều đình, Văn Tông chán ghét hoạn quan chuyên chính - nhất là Trung úy Vương Thủ Trừng - người kiểm soát quân đội triều đình và lấn át cả vua, lại nghĩ trước đó hai Hoàng đế Hiến Tông, Kính Tông đã cũng chết trong tay hoạn quan, do vậy muốn tìm cách diệt trừ. Giữa năm 830, ông tìm cách liên hệ với Hàn Lâm Học sĩ Tống Thân Tích. Thấy Thân Tích là người có thể dùng được, Văn Tông phong ông ta làm Tể tướng. Thân Tích lại tiến cử Lại bộ Thị lang Vương Phan. Nhưng Vương Phan làm tiết lộ việc này đến tai Vương Thủ Trừng, nên Thủ Trừng đã có sự chuẩn bị. Năm 831, Thủ Trừng ngầm giật dây cho Thần Sách đô ngu hậu Đậu Lư Trứ vu cáo Tống Thần Tích có ý đồ phế bỏ Văn Tông để lập Hoàng đệ là Chương vương Lý Thấu. Văn Tông chưa truy xét kĩ càng đã vội tức giận. Sau đó ông bãi chức Tống Thân Tích làm Tư mã Khai châu, Chương vương Thấu giáng làm Sào Huyện công. Kế hoạch diệt trừ hoạn quan bước đầu thất bại.
Từ sau sự việc của Tống Thân Tích, Văn Tông vẫn chưa từ bỏ ý định diệt trừ hoạn quan. Ông cho rằng Lý Huấn (tức Lý Trọng Ngôn, đã tự xin đổi tên) và Trịnh Chú vốn được Vương Thủ Trừng tiến cử nên các hoạn quan sẽ không nghi ngờ hai người này, bèn bí mật liên lạc với họ và bàn kế diệt trừ hoạn quan, đoạt lấy quyền lực của Vương Thủ Trừng. Một số hoạn quan bị hai người này biếm chức và ám sát một số hoạn quan, trong đó có Trần Hoằng Chí - người bị nghi ngờ đã sát hại Đường Hiến Tông khi trước. Đến mùa đông năm đó, Trịnh Chú được cử đến Phượng Tường để tập hợp lực lượng chống lại hoạn quan, đồng thời Văn Tông tìm cách bề ngoài thăng chức Thủ Trừng nhưng bên trong tước quyền lực, nhân đó lại trọng dụng hoạn quan Cừu Sĩ Lương vốn có hiềm khích với Thủ Trừng. Rồi sau đó, Lý Huấn và Trịnh Chú dâng thư xin nhanh chóng diệt trừ Thủ Trừng. Văn Tông nghe theo, sai mang rượu độc đến buộc Thủ Trừng phải uống.
Trịnh Chú định đến dự lễ tang của Vương Thủ Trừng, để thu thập bằng chứng mà diệt luôn các hoạn quan khác. Tuy nhiên Lý Hiếu, người có hiềm khích với Trịnh Chú đã bí mật lập ra một kế hoạch khác để diệt cả hoạn quan và Trịnh Chú mà đến cả Văn Tông cũng không biết. Đến ngày 14 tháng 12 năm 835, thân tín của Hiếu là Hàn Ước tâu rằng có cam lộ trên một cái cây gần nhà Hàn để dụ hoạn quan mà tiêu diệt hết. Văn Tông bèn đến điện Hàm Nguyên, sai bọn Cừu Sĩ Lương đến xem cam lộ. Tuy nhiên khi Cừu Sĩ Lương đến chỗ có cam lộ thì Hàn Ước bỗng biến sắc khiến Sĩ Lương nghi ngờ. Nhận thấy gần đó có binh mai phục, Sĩ Lương kinh hãi biến sắc, vội dẫn theo Văn Tông nhanh chóng về cung. Bọn Lý Huấn bèn cho quân tấn công lên. Các hoạn quan nhanh chóng tập hợp lực lượng quân Thân Sách, cùng tổ chức phản công. Bách quan sợ hãi bỏ trốn khỏi điện. Cuối cùng quân của hoạn quan giành thắng lợi, sau đó mở một cuộc tàn sát đẫm máu vào các quan lại triều đình mà họ nghi ngờ có dính dáng đến việc này. Nhiều Tể tướng và đại thần bị giết hại, như Vương Nhai, Vương Phan, Thư Nguyên Dư,... và cả Lý Huấn, Lý Hiếu. Tổng cộng số người bị giết lên đến khoảng 1000. Trịnh Chú về sau cũng bị ám sát tại Phượng Tường. Cừu Sĩ Lương biết việc này có sự tham gia của Văn Tông, nên sinh ra oán hận cả ông. Sĩ Lương dâng biểu kể tội trạng của các đại thần tham gia vào sự việc và từ đó Văn Tông nằm dưới sự kiểm soát của hoạn quan. Sử sách gọi đây là Sự biến Cam Lộ, đánh dấu sự suy giảm nghiêm trọng quyền lực của Hoàng đế và triều đình và sự lộng quyền của hoạn quan. Các Tể tướng mới là Trịnh Đàm và Lý Thạch không thể nắm được nhiều thực quyền trước bọn hoạn quan.

### Hoàng đế bù nhìn
Mùa xuân năm 836 cải nguyên là Khai Thành năm đầu. Cũng lúc đó, Tiết độ sứ Chiêu Nghĩa là Lưu Tòng Gián dâng sớ với lời lẽ gay gắt, tố cáo Cừu Sĩ Lương và các hoạn quan khác. Sĩ Lương cũng sinh ra lo sợ, nên đồng ý cho Văn Tông cùng các Tể tướng có thể quyết định một số việc lớn trong triều. Nhưng khi Văn Tông hạ lệnh an táng cho Vương Nhai và một số đại thần đã bị giết thì ngay lập tức, Cừu Sĩ Lương sai quật mộ họ, ném thi thể xuống sông. Sau đó Văn Tông lại cảm thấy hối hận vì đã nghi oan cho Tống Thân Tích, nên quyết định khôi phục chức quan cho ông ta (mặc dù đã chết).
Sau sự biến Cam Lộ, Văn Tông trở nên buồn rầu và chán nản, ít bao giờ cười và có khi còn nói chuyện một mình trong các yến tiệc. Có một lần Văn Tông đàm luận với đại thần là Học sĩ Chu Trì, hỏi Trì rằng mình có thể so sánh với vị Tiên vương nào. Trì nói ông chính là Nghiêu Thuấn. Văn Tông lại bảo rằng ông hỏi như vậy là muốn biết mình có bằng Chu Noãn vương hay Hán Hiến Đế không. Trì ngạc nhiên và cho biết đó là vong quốc chủ. Văn Tông bảo
Xưa kia Chu Noãn vương và Hán Hiến Đế bị cường thần bức hiếp, còn Trẫm lại bị chính bọn nô lệ (tức hoạn quan) bức hiếp. Xét về điểm này thì Trẫm cũng đã thua họ rồi.
Năm 837, Cừu Sĩ Lương lập một kế hoạch ám sát Lý Thạch nhưng bất thành. Lý Thạch lo sợ về điều này bèn xin từ chức. Triều đình cho bổ nhiệm các Tể tướng mới gồm Trần Di Hành, Dương Tự Phục và Lý Giác. Sau đó, Ngưu Lý đảng tranh tiếp tục bùng lên khi Trịnh Đàm và Trần Di Hành là những người đứng đầu Lý đảng chống lại Dương Tự Phục và Lý Giác. Việc các Tể tướng tranh giành và mưu hại lẫn nhau khiến Văn Tông cảm thấy khó khăn trong việc cai trị. Đến năm 839, Trịnh Đàm và Trần Di Hành đều bị bãi chức.
Năm 838, nhà sư Ennin đi cùng với phái đoàn ngoại giao của Fujiwara no Tsunetsugu từ Nhật Bản (đời Thiên hoàng Ninmyō) đến Thanh Hải trấn (Cheonghaejin) của Tân La (đời vua Tân La Hi Khang Vương), được Đại sứ Thanh Hải trấn Trương Bảo Cao giúp đỡ bằng cách cho nhà sư thuê tàu của Tân La (tàu tốt hơn tàu Nhật Bản khi đó). Sau đó nhà sư Ennin mới dùng tàu Tân La sang nhà Đường (đời vua Đường Văn Tông) nhằm tìm kiếm kinh điển Phật giáo.
Mẹ Thái tử Vĩnh là Vương Đức phi không được Văn Tông sủng ái rồi bị Dương Hiền phi gièm pha rồi hại chết. Thái tử Vĩnh lại thích vui chơi yến tiệc, xa quân tử gần tiểu nhân, nên cũng bị Hiền phi Dương thị tìm cớ hãm hại. Trong năm 838, Văn Tông từng cho giam lỏng Lý Vĩnh và tính đến việc phế truất ngôi Trữ quân, nhưng nhờ sự can thiệp của đội quân Thần Sách mà ông đã bỏ ý định. Nhưng không ngờ Lý Vĩnh lại chết ngày 6 tháng 11 năm 838, thụy là Trang Khác Thái tử, có lời đồn chính Văn Tông đã sai hoạn quan Thọ Quang hạ độc giết chết con trai của mình.
Sau khi Trang Khác Thái tử quy tiên, Hiền phi đề nghị lập em trai của Văn Tông là Yên vương Lý Dung làm Hoàng thái đệ. Văn Tông đem việc này ra bàn luận với các Tể tướng và Lý Giác phản đối. Do đó, Văn Tông quyết định lập con nhỏ của Đường Kính Tông là Lý Thành Mĩ làm Tân Thái tử.
Năm 838, thương nhân Tân La (đời vua Tân La Hi Khang vương) là Jami phu nhân (người đang ủng hộ cho Kim Minh cướp ngôi vua) phái người sang nhà Đường (đời vua Đường Văn Tông) mua chuộc quan lớn ở Trường An đánh thuế nặng các thương thuyền từ nhà Đường đến bến tàu Thanh Hải trấn (Cheonghaejin) của Tân La (nhằm cô lập Trương Bảo Cao - người đang ủng hộ cho Kim Hựu Trưng giành ngôi vua). Các thương thuyền từ nhà Đường sau đó đều tránh Thanh Hải trấn mà cập bến ở các bến tàu khác thuộc Tân La. Tháng 12 năm 838, Kim Minh sát hại vua Tân La Hi Khang vương rồi tự lập làm vua Tân La, tức là vua Tân La Mẫn Ai vương.
Đầu năm 839, Trương Bảo Cao dẫn quân từ Thanh Hải trấn đánh chiếm kinh đô Kim Thành của Tân La, tiêu diệt vua Tân La Mẫn Ai vương, phò Kim Hựu Trưng lên ngôi vua Tân La, tức là vua Tân La Thần Vũ vương. Vua Tân La Thần Vũ vương sai sứ sang Trường An nhà Đường (đời vua Đường Văn Tông) xin sắc phong và xin lập lại giao thương giữa nhà Đường với Thanh Hải trấn. Từ đó thương buôn nhà Đường đã cập bến Thanh Hải trở lại. Trương Bảo Cao sau đó tiếp tục ra sức giúp thương mại ở Thanh Hải phát triển hơn với sự buôn bán hàng hoá với nhà Đường (đời vua Đường Văn Tông), Nhật Bản (đời Thiên hoàng Ninmyō), Ba Tư, Đại Tùng quốc. Nhờ Thanh Hải trấn của Tân La mà kinh tế nhà Đường có sự khởi sắc.
Từ năm 839, bệnh tình của Văn Tông ngày một trở nặng hơn do ám ảnh về cái chết của con trai mình, Trang Khác Thái tử Lý Vĩnh. Mùa xuân năm 840, bệnh tình diễn biến ngày một xấu, Văn Tông Hoàng đế bèn sai các hoạn quan Lưu Hoằng Dật và Tiết Quý Lăng triệu Tể tướng Dương Tư Phục, Lý Giác vào cung phó thác Hoàng thái tử Lý Thành Mĩ. Cừu Sĩ Lương và Ngưu Hoằng Chí không ủng hộ Thành Mĩ mà giả lệnh Văn Tông, lấy cớ Thái tử còn nhỏ, triệu Hoàng đệ Dĩnh vương Lý Triền (sau đổi tên là Lý Viêm) vào cung lập làm Hoàng thái đệ, giáng Thành Mĩ xuống tước vị Trần vương. Bách quan yết kiến Dĩnh vương ở Tư Hiền điện. Ngày 10 tháng 2 (Tân Tị), Văn Tông băng hà ở Thái Hòa điện. Các hoạn quan lấy Dương Tư Phục làm Nhiếp trùng tể. Theo đề nghị của Cừu Sĩ Lương, Dĩnh vương Lý Triền cho ép chết Trần vương Thành Mĩ, Yên vương Lý Dung và Dương Hiền phi. Cừu Sĩ Lương vốn thù oán Văn Tông Hoàng đế nên sau khi ông chết đã cho trục xuất hết nhạc công và nội thị gần gũi với ông.
Ngày 20 tháng 2 (Tân Mão), Dĩnh vương Lý Triền đăng cơ, tức Đường Vũ Tông. Đường Văn Tông được em trai dâng thụy hiệu đầy đủ là Nguyên Thánh Chiêu Hiến Hiếu Hoàng đế (元圣昭献孝皇帝), an táng tại Chương lăng (章陵).

## Câu nói nổi tiếng
Xưa kia Chu Noãn vương và Hán Hiến Đế bị cường thần bức hiếp, còn Trẫm lại bị chính bọn nô lệ (tức hoạn quan) bức hiếp. Xét về điểm này thì Trẫm cũng đã thua họ rồi.

## Gia quyến
- Thân phụ: Đường Mục Tông Lý Hằng.
- Thân mẫu: Trinh Hiến Hoàng hậu Tiêu thị (貞獻皇后蕭氏, ? - 847), nguyên quán huyện Mân, sơ phong Thị thiếp.

### Hậu phi
1. Vương Đức phi (王德妃, ? - 838), từ vị Chiêu nghi (昭仪) thăng làm Đức phi (德妃).
2. Dương Hiền phi (楊賢妃, ? - 840).
3. Quách thị (郭氏), cháu gái Quách Thái hoàng thái hậu, bị trả về.

### Hoàng tử
1. Lỗ vương → Hoàng thái tử → Trang Khác Thái tử Lý Vĩnh [莊恪太子李永], con của Vương Đức phi.
2. Tương vương Lý Tông Kiệm [蒋王李宗俭].

### Hoàng nữ[40]
1. Hưng Đường Công chúa (兴唐公主).
2. Tây Bình Công chúa (西平公主).
3. Lang Ninh Công chúa (郎宁公主), mất niên hiệu Hàm Thông.
4. Quang Hóa Công chúa (光化公主), mất niên hiệu Quảng Minh.